# Josef Zobel

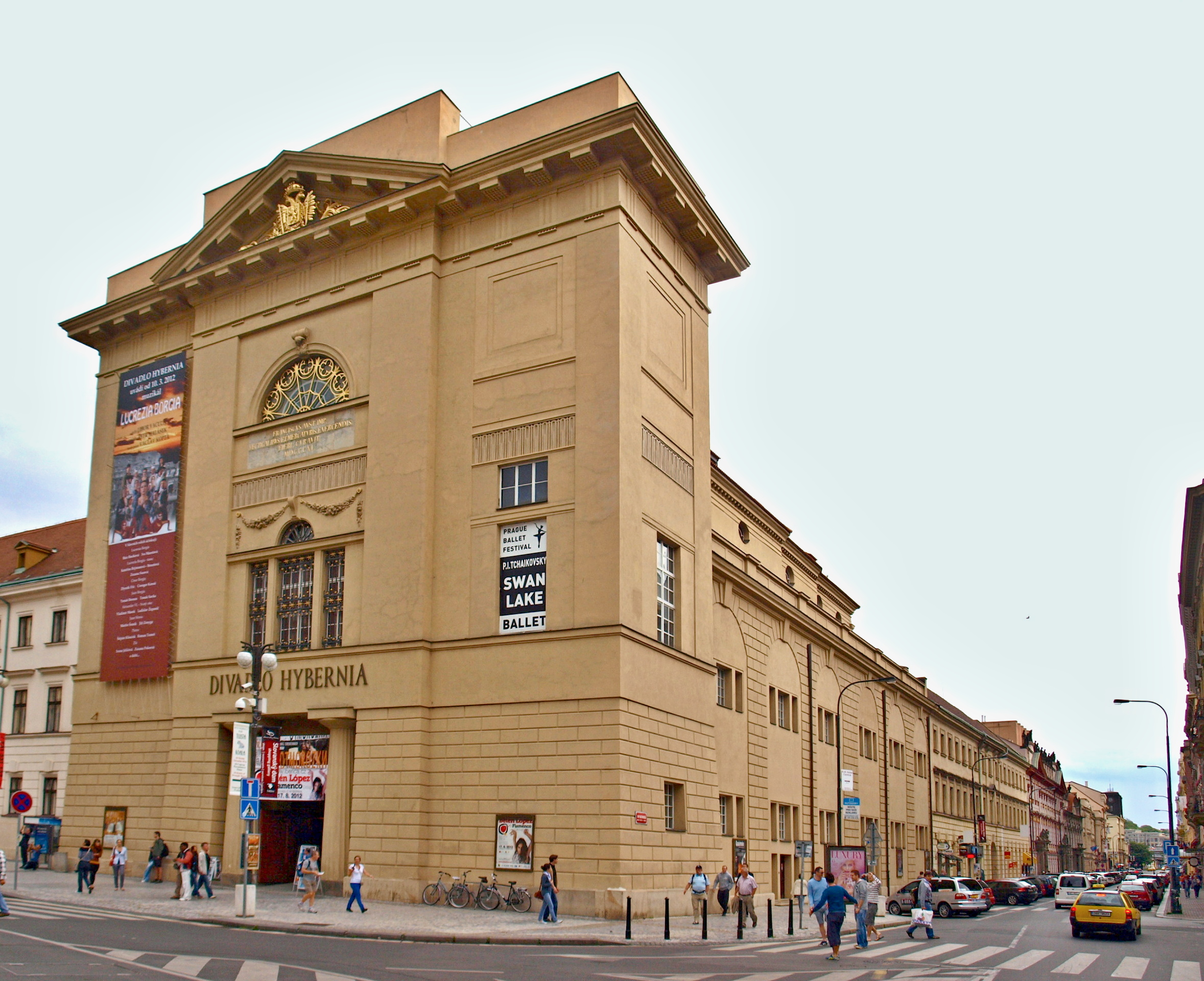
Zobelova rekonstrukce domu U Hybernů

Josef Zobel (25. září 1746, Grän, Svatá říše římská – 8. března 1814, Praha) byl český architekt a dvorní stavitel.

## Život a činnost

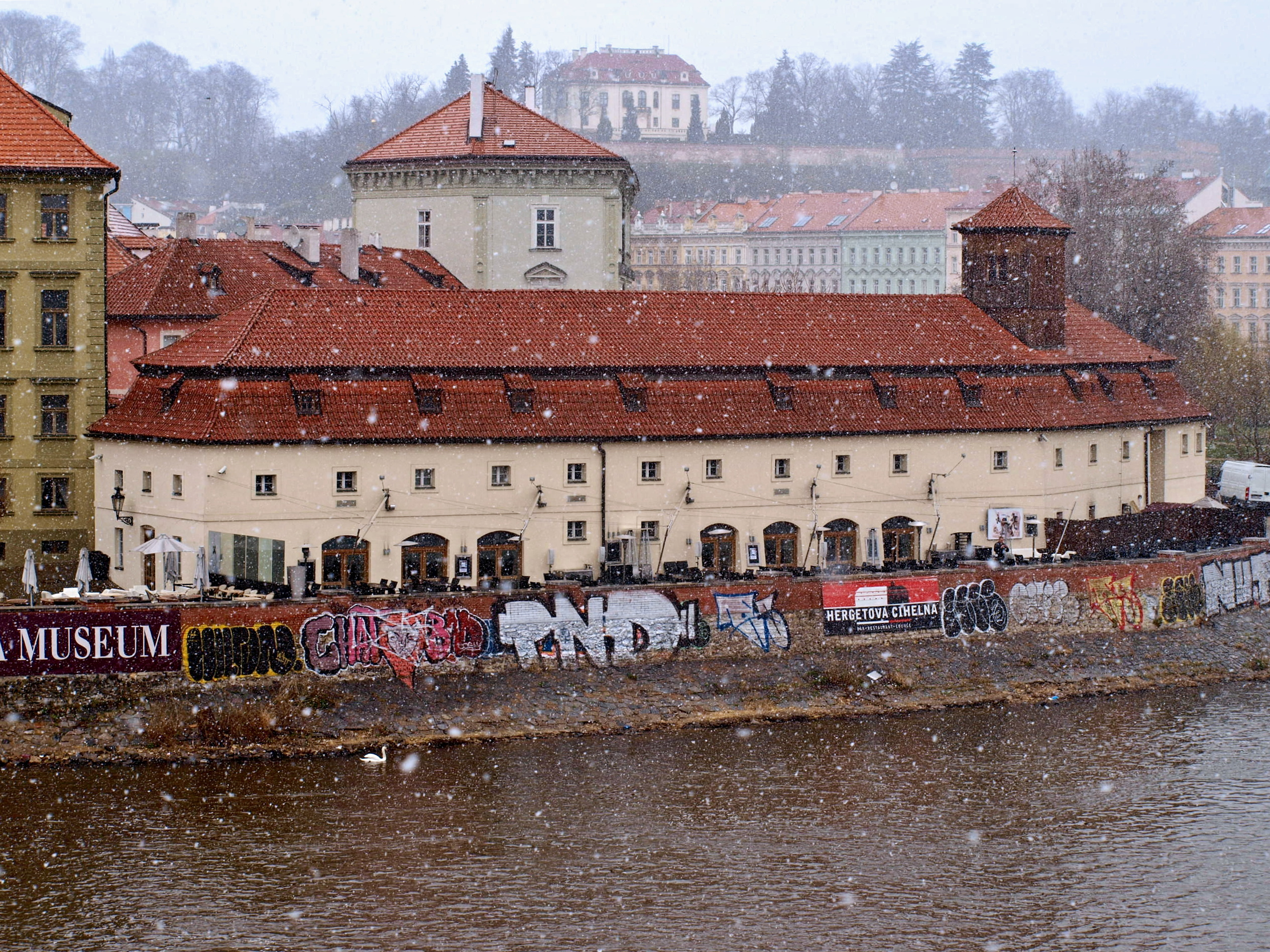
Hergetova cihelna

Zobel přišel z Tyrol do Prahy a v roce 1776 získal na Malé Straně městské právo. Žil v Praze, měl syna Jana, dceru Vilemínu. Jeho druhou ženou se stala Terezie, vdova po Franzi Hergetovi.
Je autorem přestaveb řady domů v klasicistním slohu, z nichž některé, např. Hergetovu cihelnu, i vlastnil. Mezi jeho nejvýznamnější přestavby patří kostel svatého Gotharda na Krupkově náměstí v Praze-Bubenči, budova Střelecké společnosti na Střeleckém ostrově, či empírová přestavba domu U Hybernů. Dále rekonstruoval některé objekty na Malé Straně, jako Vrtbovský palác a Rohanský palác v Karmelitské ulici, Kolowratský palác v Nerudově ulici, Chotkův palác v Hellichově ulici. 
Jako stavební podnikatel se také spolu s Josefem Jägrem a Antonínem Haffeneckerem zúčastnil stavby pevnosti Terezín a po Haffeneckerově smrti v roce 1789 se stal dvorním stavitelem, tedy stavitelem Pražského hradu.
Josef Zobel zemřel 8. března 1814 v Praze, je pohřben na Malostranském hřbitově na Smíchově.